# Полиция (роман)
Полиция (норв. Politi) — детективный роман норвежского писателя Ю Несбё, вышедший в 2013 году. Десятый в серии романов о Харри Холе.

## Сюжет
В Осло совершены убийства полицейских. Их объединяет то, что все убитые найдены на местах нераскрытых преступлений, в расследовании которых они принимали участие. Начальник «убойного отдела» полиции Гуннар Хаген собирает небольшую следственную группу в составе Беаты Лённ, Бьёрна Холма, Столе Эуне и Катрины Братт. Они подозревают насильника Валентина Йертсена, однако выясняется, что тот погиб в тюрьме. Тем не менее создаётся впечатление, что Йертсен совершил побег, выдав за себя за заключённого, считавшегося сбежавшим накануне.
В национальной больнице содержится пациент, находящийся в коме, у палаты которого дежурят полицейские. Узнав, что охраняемый начинает приходить в себя, член городского совета Исабелла Скёйен и начальник полиции Микаэль Бельман решают устранить его. Во время одного из дежурств инспектора Антона Миттета усыпляют, и пациент умирает, как выясняют позже патологоанатомы, естественным путём. Миттет собирается рассказать о том, что его усыпили, Хагену, но становится очередной жертвой убийцы полицейских. Гуннар принимает решение подключить к расследованию бывшего старшего инспектора Харри Холе, преподающего в полицейской академии.